# شينو كاكينوما
شينو كاكينوما (باليابانية: 柿沼 紫乃) مواليد 27 أكتوبر 1965 في سيتاغايا، طوكيو، اليابان، هي مؤدية أصوات يابانية بدأت نشاطها عام 1980.

## الأعمال

### مسلسلات أنمي تلفزيونية
- ليدي
- سيلور مون
- دراغون بول زد

### ألعاب
- يايبا: نينجا غايدن زي

## وصلات خارجية
- شينو كاكينوما على موقع IMDb (الإنجليزية)
- شينو كاكينوما على موقع قاعدة بيانات الفيلم (الإنجليزية)
- شينو كاكينوما على موقع ANN person (الإنجليزية)
- شينو كاكينوما  في شبكة أخبار الأنمي